# Nations Cup (Rugby)
Der Nations Cup ist ein seit 2006 jährlich ausgetragenes Rugby-Union-Turnier für Männer-Nationalmannschaften. An der ersten Austragung in Lissabon beteiligten sich neben Portugal die Reservemannschaft Argentiniens sowie die Mannschaft Russlands. Seit 2007 findet das Turnier in Bukarest statt. Das Turnier ist Teil eines Strategieplans des International Rugby Boards, der sich eine gezielte Förderung des Sports in Ländern, in denen Rugby noch eine untergeordnete Rolle spielt, zum Ziel gesetzt hat. So sollen die Reservemannschaften der Teams aus der ersten Stärkeklassen (first tier) mehr Spielpraxis erlangen und Mannschaften aus der zweiten und dritten Stärkeklassen sollen die Möglichkeit erhalten, sich mit qualitativ hochwertigen Teams zu messen.
2007 erweiterte man das Turnier auf sechs Mannschaften. Russland und Portugal nahmen nicht mehr teil, dafür wurden Georgien, Namibia, Rumänien und die Reservemannschaft Südafrikas, die Emerging Springboks, aufgenommen. 2008 ersetzte Uruguay Argentiniens zweite Mannschaft und Russland ersetzte Namibia. Im Jahr 2009 nahm Georgien am Churchill Cup teil, zudem fehlten diesmal auch die Emerging Springboks. Diese beiden Teams wurden durch die Reservemannschaften Frankreichs und Schottlands ersetzt. Für die Austragung im Jahr 2023 ist erstmals Chile vertreten.

## Ergebnisse
| Jahr | Austragungsort | Teilnehmer                                                                    | Sieger              |
| ---- | -------------- | ----------------------------------------------------------------------------- | ------------------- |
| 2006 | Lissabon       | Argentinien A, Portugal, Russland                                             | Argentinien A       |
| 2007 | Bukarest       | Argentinien A, Emerging Springboks, Georgien, Italien A, Namibia, Rumänien    | Emerging Springboks |
| 2008 | Bukarest       | Emerging Springboks, Georgien, Italien A, Rumänien, Russland, Uruguay         | Emerging Springboks |
| 2009 | Bukarest       | Frankreich A, Italien A, Rumänien, Russland, Schottland A, Uruguay            | Schottland A        |
| 2010 | Bukarest       | Argentina Jaguars, Georgien, Italien A, Namibia, Rumänien, Schottland A       | Namibia             |
| 2011 | Bukarest       | Argentina Jaguars, Georgien, Namibia, Portugal, Rumänien, South African Kings | SA Kings            |
| 2012 | Bukarest       | Argentina Jaguars, Italien A, Portugal, Rumänien, Russland, Uruguay           | Rumänien            |
| 2013 | Bukarest       | Argentina Jaguars, Emerging Italy, Rumänien, Russland                         | Rumänien            |
| 2014 | Bukarest       | Emerging Ireland, Rumänien, Russland, Uruguay                                 | Emerging Ireland    |
| 2015 | Bukarest       | Argentina Jaguars, Namibia, Rumänien, Spanien                                 | Rumänien            |
| 2016 | Bukarest       | Argentina Jaguars, Emerging Italy Namibia, Rumänien, Spanien, Uruguay         | Rumänien            |
| 2017 | Montevideo     | Argentina XV, Emerging Italy, Namibia, Russland, Spanien, Uruguay             | Uruguay             |
| 2018 | Montevideo     | Argentinien, Emerging Italy, Emerging Fiji, Uruguay                           | Uruguay             |
| 2019 | Montevideo     | Argentinien XV, Namibia, Russland, Uruguay                                    | Uruguay             |
| 2023 | Montevideo     | Argentinien XV, Chile, Namibia, Uruguay                                       |                     |